# Bada
Bada（bada、朝鮮語: 바다）とはサムスン電子が開発したスマートフォンやタブレットコンピュータ対応のモバイルオペレーティングシステムである。Bada（바다）は朝鮮語で「海」を意味する。ミッドレンジからハイエンドのスマートフォンをサポートする。
Bada OSの採用を推進するため、サムスンはソースコードをオープンソース化し、スマートテレビなどのデバイスにも対応させることを検討していると伝えられる。また、BadaをTizenプロジェクトに併合させることを表明したとされるが承認されていない。

## 歴史
2010年2月にバルセロナで開催されたMobile World Congress 2010でWave S8500が初披露されたと同時に、Bada上でゲームロフトのアスファルト5を含むアプリケーションを動作させたデモンストレーションが初めて行われた。
発表後にはTwitter、EA、カプコン、ゲームロフト、ブロックバスターがBadaプラットフォームに対応することを表明した。
同年5月、BasaのベータバージョンSDKが開発者向けにリリースされ、同時に賞金総額270万USドルのBada Developer Challengeを開催した。
8月にはバージョン1.0のSDKをリリースし、2011年8月にバージョン2.0のSDKをリリースした。新バージョンでは前バージョン以上に多くの機能拡張が図られた。
Badaを最初に搭載した携帯電話は2010年4月発売のSamsung Wave S8500で、発売から4週間で100万台売り上げた。

## バージョン
Samsung S8500 Waveはバージョン1.0を搭載して発売された。その後、欧州ユーザー向けにマイナーフィックスされたバージョン1.0.2がリリースされた。Samsung S8530 Wave IIフォンに1.0系最終バージョンの1.2が搭載され、2011年2月15日にSamsung S8530 Wave IIハンドセットに2.0アルファバージョンが搭載されることを発表した。

## Samsung Apps
Samsung Waveの発売と同時にBadaプラットフォーム対応のインターナショナルアプリケーションストアであるSamsung Appsがオープンした。2400タイトル以上のアプリケーションがSamsung Appsにある。

## アーキテクチャ
サムスンにとってBadaはオペレーティングシステムと定義していないが、プロプライエタリリアルタイムオペレーティングシステムハイブリッドのカーネルかLinuxカーネルのどちらかが使えるカーネル設定可能アーキテクチャのプラットフォームとしている。Samsung Wave S8500の著作権表示画面によればBadaはFreeBSD、NetBSD、OpenBSDのコードを使用していることになっている。多数の提言にもかかわらず、現在までLinuxカーネル上で動くbada搭載端末は知られていない。同様に、EFLにおいてbadaはTizenと同じまたは類似するグラフィックスタックを使用している証拠もない。
「デバイスレイヤー」はグラフィック、プロトコル、テレフォニー、セキュリティといった中核機能を提供する。「サービスレイヤー」はSMS、地図作成、アプリ内課金(In-App Purchasing)といったよりサービス中心の機能を提供、別名「badaサーバー」とも呼ばれる。トップレイヤーである「フレームワークレイヤー」はアプリケーション開発者が使用するC++のアプリケーションプログラミングインタフェース(API)を提供する。
Badaは開発者に数種類のユーザインターフェイスコントロールを提供しており、オープンソースのWebkitで動くウェブブラウザに対応するリストボックス、カラーピッカー、タブといった標準的なユーザインターフェイスコントロールのセットが提供され、Bada2.0ではAdobe FlashのFlash 9、10、11（ActionScript 3.0対応のFlash Lite 4）に対応している。WebkitもFlashもネイティブなBadaアプリケーションに組み込まれている。またOpenGL ES 2.0 3DグラフィックAPIにも対応しており、Point of interest(POI)を使ったインタラクティブなマッピングも可能になっておりこれもネイティブアプリケーションに組み込まれている。さらにピンチトゥズームやタブブラウジング、カット・コピー・アンド・ペーストにも対応している。
Badaはアプリケーションに組み込めるインタラクションを強化するために多くの機能に対応しており、モーションセンサ、バイブレーションコントロール、顔検出、加速度計、磁気センサ、ティルト、グローバル・ポジショニング・システム(GPS)、マルチタッチといった種類のあるセンサーに対応している。
ネイティブアプリケーションはBadaSDKのC++や統合開発環境(IDE)のEclipseで開発される。IDEにはまたユーザインターフェイスコントロールをフォームにドラッグアンドドロップすることでアプリケーションを開発しやすくするユーザインターフェイスビルダーがある。デストやデバッグするときもIDEにはアプリケーションの動作をテストするためのエミュレータが備わっている。

## Bada 1.xへの批判
- 当初はwifi経由のVOIPアプリケーション全てに非対応だったためSkypeなどの定番アプリケーションを使うことが出来なかった。2011年3月にこの制約は廃止され、VOIPアプリケーションが使用可能になった[19]。

いくつかのメディアは以下のようにBada 1.xを批判していた。
- 外部センサAPIがオープンエンドではなかったため新しいタイプのセンサーやサードパーティによって将来予期しない形の技術開発に対応していない[20]。
- 「パフォーマンスとプライバシーに関する問題点」としてBada 1.xのアプリケーションはSMS/MMS受信トレイにアクセス出来ないばかりか受信したSMS/MMSの通知も受け取れない[21]。この制約はBada 2.0で廃止された。
- Badaバージョン1.xはBadaのサードパーティアプリケーションしか一度に実行できず、マルチタスクアプリケーションはベースアプリケーションとBadaのサードパーティアプリケーション間しか可能にならない[22]。この制約もBada 2.0で廃止された。

## Bada 2.0
ベルリンで開催されたIFA 2011で披露され、2011年12月末にバージョン1.2と比べてたくさんの機能や改良が追加されてリリースされた。
- HTML5をフルサポート
- WAC 2.0適合
- フルマルチタスキング
- Wifiダイレクトテクノロジー
- Adobe Flash lite 4（モバイルフラッシュプレイヤーバージョン、Adobe Flash 10、11のaction script 3.0対応）
- ダウンロードマネージャー付きDolphin 3.0
- スマート壁紙
- テキスト・トゥ・スピーチ
- スピーチ・トゥ・テキスト
- Vlingoをベースにした音声コマンド
- プッシュ通知
- NFC（近距離無線通信技術）
- 新しいセキュリティポリシーとプロテクション機能
- 新しいカメラマネージャ
- 新しいGUI
- OpenAL
- ChatON（インスタントメッセンジャー）、Caster（ウェブページとPCでマルチメディアコンテンツを共有）、Music Hub（iTunesのようなミュージックストア）といった新しいプロプライエタリアプリケーションとサービスをプリインストール

## 端末
Badaが初めて搭載されたサムスンの端末はWave S8500であり、スリムタッチスクリーン端末で、サムスンの"Hummingbird" CPU (S5PC110)、1GHzのARM Cortex-A8 CPU、ビルトインのPowerVR SGX 540 3DグラフィックエンジンやSuper AMOLEDディスプレイ、720pのハイビジョンビデオ機能を搭載している。
2010年11月発売のSamsung S8530 Wave IIでは3.7インチのスーパークリア静電容量LCDタッチスクリーンを搭載しており、Bada 1.2がプリインストールされている。
2011年末、サムスンはBada 2.0搭載の3モデルを発売した。Samsung Wave 3 (S8600)は1.4GHzのCPUにAdreno 205 GPU、4インチのAMOLEDディスプレイに5メガピクセルのカメラが搭載されているハイエンドモデルである。Wave MとWave Yは低価格モデルでWave 3と比べてCPUが遅かったり、LCDディスプレイが小さくなっていたりその他の機能が削られている。

## 市場シェア
Canalysによるとサムスンは2011年第一四半期でBada搭載端末を350万台出荷したとしている。同年第二四半期では450万台に増加した。
Gartnerによると2012年第一四半期でのbadaの指数は43%増加し、市場シェアも1.9%に増加し、年末期には2.7%になるとしている。